# Distrikt Ranracancha
Der Distrikt Ranracancha liegt in der Provinz Chincheros in der Region Apurímac in Zentral-Peru. Der Distrikt wurde am 29. Oktober 1993 gegründet. Er hat eine Fläche von 100 km². Beim Zensus 2017 lebten 4256 Einwohner im Distrikt. Im Jahr 2007 lag die Einwohnerzahl bei 4256. Die Distriktverwaltung befindet sich in der auf einer Höhe von etwa 3400 m gelegenen Ortschaft Ranracancha mit 1012 Einwohnern (Stand 2017). Ranracancha liegt knapp 13 km östlich der Provinzhauptstadt Chincheros.

## Geographische Lage
Der Distrikt Ranracancha liegt im Andenhochland im zentralen Südosten der Provinz Chincheros.
Der Distrikt Ranracancha grenzt im Südwesten an den Distrikt Uranmarca, im Westen an den Distrikt Anco Huallo, im Norden an den Distrikt Rocchacc, im Nordosten und im Osten an den Distrikt Ocobamba sowie im Südosten an den Distrikt Santa María de Chicmo (Provinz Andahuaylas).